# Dendrodoris stohleri
Dendrodoris stohleri is een slakkensoort uit de familie van de Dendrodorididae. De wetenschappelijke naam van de soort is voor het eerst geldig gepubliceerd in 2005 door Millen & Bertsch.